# Kobierzyce
Kobierzyce (en allemand Koberwitz) sest une localité polonaise, siège de la gmina de Kobierzyce, située dans le powiat de Wrocław en voïvodie de Basse-Silésie.

## Histoire
De 1742 à 1945, Koberwitz fait partie de l'arrondissement de Breslau dans le district de Breslau au sein de la province de Silésie.

## Biodynamie
C'est sur le domaine du comte Karl von Keyserlingk que, du 7 au 16 juin 1924, Rudolf Steiner tint devant 111 personnes, un tiers d'entre elles étant lié à l'agriculture, huit conférences sur le domaine de l'agriculture biodynamique, plus tard connues sous le nom de « Cours aux agriculteurs ».